# Armando Onesti
Armando Onesti (La Spezia, 7 agosto 1936 – Fidenza, 24 giugno 2019) è stato un preparatore atletico, allenatore di calcio e calciatore italiano, di ruolo attaccante.

## Carriera

### Giocatore
Spezzino di nascita ma fidentino d'adozione, la sua carriera calcistica si svolge interamente nelle serie minori. Dopo gli inizi nelle squadre minori fidentine, esordisce in prima squadra nel Fidenza negli anni Cinquanta, avendo come compagno di squadra Eugenio Bersellini, e negli anni successivi milita nel Carpi, tra i dilettanti e nella Sanremese, in Serie C.
Nell'autunno 1962 scende in Serie D con il Piacenza, dove rimane per tre stagioni conquistando la promozione in Serie C nel 1964. Nel 1965 si trasferisce al Parma, dove non evita la retrocessione in Serie D; realizza 5 reti in 27 partite, risultando il capocannoniere della squadra. Dopo due stagioni nella Trevigliese, conclude la carriera al Pro Piacenza prima come giocatore e poi come allenatore-giocatore, nel campionato di Promozione 1968-1969. Successivamente è alla Vogherese, sempre in Promozione; qui subentra all'allenatore Manlio Bacigalupo dopo il suo esonero, nel febbraio 1971.

### Dopo il ritiro
Lasciata l'attività agonistica, intraprende la professione di sarto. Poco dopo il ritiro il suo ex compagno Bersellini lo chiama al Como come vice e preparatore atletico, e nelle stagioni successive segue l'allenatore di Borgotaro sulle panchine di Cesena, Sampdoria e Inter, con cui vince lo scudetto 1979-1980.
Nel 1983 passa alla Fiorentina, dove l'anno successivo affianca Giancarlo De Sisti sempre come vice e preparatore atletico, sostituendolo temporaneamente durante la sua assenza per malattia. Durante la sua esperienza in viola si distingue per la durezza della preparazione atletica, suscitando il disappunto di Sócrates. Guida la squadra per le prime tre partite di campionato e nei trentaduesimi di finale di Coppa UEFA superati contro i turchi del Fenerbahçe. Comprendendo anche le tre partite di Coppa Italia disputate dalla squadra in quel periodo, la stessa non ha mai perso con Onesti in panchina.
Nella stagione successiva subentra a Romano Fogli alla guida del Livorno, senza poter evitare la retrocessione in Serie C2. In seguito affianca Attilio Perotti al Genoa, sempre come preparatore atletico, e quindi torna all'Inter come osservatore.
Dopo pochi mesi da allenatore al San Lazzaro, nel Campionato Interregionale 1991-1992, e un'annata da preparatore al Crema, nel 1993 viene assunto dal Como come vice di Marco Tardelli, ottenendo la promozione in Serie B dopo i play-off. È poi allenatore in seconda dell'Ospitaletto, in Serie C2, e affianca Gianpiero Marini come vice e preparatore alla Cremonese, ottenendo una nuova promozione tra i cadetti nel campionato 1997-1998. Nel 1999 segue Marini tornando per la terza volta al Como.
Lasciato il professionismo, lavora come dirigente per diversi anni nel Real Val Baganza, formazione dilettantistica parmense.

## Palmarès
- Prima Categoria: 1

Carpi: 1960-1961 (girone C)